# 铁塔寺 (北京)
铁塔寺，位于北京市朝阳区东直门外斜街，是一座汉传佛教寺院。现已无存。

## 简介
1935年出版的《北平旅行指南》记载了铁塔寺：“寺在东直门外东行里许，周墙作圆城状。铁塔高矗半空，塔下为正方砖台，相传寺建于明末。塔中祀像为一胡僧，云系坐化于此。祀像乃其肉身，外傅以漆，香烟所熏已不辨颜色。俗以为明建文帝遗像者，实无考据。每月旧历正月初一日及四月初八日，例有庙市，游人亦复不少。”
铁塔寺以铁塔著称。该塔塔身下部由八面厚砖墙形成塔室。塔室不大，仅有一个向西开的券门，墙壁上无窗。塔身上部由实心三檐组成，出檐少，上下檐的檐距小。再向上便是华盖（即天盘）、塔刹（即塔顶），均为铁铸，铁塔因此得名。每个檐角挂一铁铃。
旧时，每年农历四月十八日（《北平旅行指南》则称是四月初八日）定例开庙，形成庙会，持续三五天不等。庙会上出售日用百货，还有各类表演。
1950年代末，铁塔寺被拆除。